# Técnico de electromedicina
Un técnico de electromedicina es aquel profesional cuya misión es planificar, gestionar y supervisar la instalación y el mantenimiento (técnico nivel 3: Gestión y supervisión de la instalación y mantenimiento de sistemas de electromedicina) o bien instalar y mantener (técnico nivel 2: instalación y mantenimiento de sistemas de electromedicina)de productos sanitarios activos no implantables - PSANI – en sistemas de electromedicina y sus instalaciones asociadas, según criterios de calidad, en condiciones de seguridad y cumpliendo la normativa vigente.
Ambas son cualificaciones profesionales de la familia de la electricidad y la electrónica.
Un técnico de electromedicina desarrolla su actividad profesional en centros sanitarios, públicos o privados, en los servicios de electromedicina, y en empresas fabricantes, distribuidoras o proveedoras de servicios de electromedicina, en los departamentos de asistencia técnica o atención al cliente, tanto por cuenta propia o ajena. Se ubica en el sector de reparación de equipos electrónicos y ópticos; concretamente, en las actividades relativas a la instalación y mantenimiento de productos sanitarios activos no implantables.
La Sociedad Española de Electromedicina e Ingeniería Clínica está elaborando un programa de acreditación de estos profesionales sobre la base de los certificados de profesionalidad,